# Морнарички истражитељи (10. сезона)
Десета сезона амерички полицијо-процедуралне драме Морнарички истражитељи је емитована од 25. септембра 2012. до 14. маја 2013. године на каналу ЦБС.

## Опис
Брајан Дицен, који се епизодно појављивао у прошлих девет сезона, је унапређен у главну поставу.

## Улоге
- Марк Хармон као Лерој Џетро Гибс
- Мајкл Ведерли као Ентони Динозо мл.
- Коте де Пабло као Зива Давид
- Поли Перет као Ебигејл Шуто
- Шон Мареј као Тимоти Мeкги
- Брајан Дицен као Џејмс Палмер
- Роки Керол као Леон Венс
- Дејвид Мeкалум као др. Доналд Малард

## Епизоде
| Бр. у серији | Бр. у сезони | Назив                          | Редитељ           | Сценариста                                                                   | Пpемијерно емитовање | Пpод. код | Бр. гледалаца (у милионима) |
| --- | ------------ | ------------------------------ | ----------------- | ---------------------------------------------------------------------------- | -------------------- | --------- | --------------------------- |
| 211 | 1            | "Изузетна предрасуда (5. део)" | Тони Вармби       | Гери Гласберг                                                                | 25. септембар 2012.  | 1001      | 20.48                       |
| МЗИС и ФБИ јуре Харпера Диринга након што је председник наредио да се ухвати са изузетним предрасудама док се екипа бори са условима након бомбардовања зграде МЗИС-а. |              |                                |                   |                                                                              |                      |           |                             |
| 212 | 2            | "Опоравак"                     | Денис Смит        | Скот Вилијамс                                                                | 2. октобар 2012.     | 1002      | 18.87                       |
| Када је тело запосленог МЗИС-а пронађено неколико месеци после бомбардовања, екипа покушава да утврди њену улогу у нападу. |              |                                |                   |                                                                              |                      |           |                             |
| 213 | 3            | "Феникс"                       | Теренс О’Хара     | Стивен Д. Бајндер                                                            | 9. октобар 2012.     | 1003      | 18.51                       |
| Док је био на одмору, Даки је почео да сумња на случај на ком је радио пре дванаест година. Након ископавања тела, пронађена је веза са тренутним случајем на ком екипа ради, што води Гибса да саслуша Дакија по правилу број 38. |              |                                |                   |                                                                              |                      |           |                             |
| 214 | 4            | "Изгубљени на мору"            | Тони Вармби       | Кристофер Џ. Вејлд                                                           | 23. октобар 2012.    | 1004      | 17.78                       |
| Када је посада хеликоптера који се срушио у море испливала на обалу неколико дана касније, МЗИС-у је дат задатак да истражи шта се десило, и најважније, што агенткиња ИСОС-а Ебигејл Борин истражује пад. |              |                                |                   |                                                                              |                      |           |                             |
| 215 | 5            | "Имењак"                       | Арвин Брану       | Џорџ Шенк и Френк Кардеа                                                     | 30. октобар 2012.    | 1005      | 18.83                       |
| Насилно упуцавање подофицира води екипу до добитника Ордена части који је такође и најбољи друг Гибсовог оца. |              |                                |                   |                                                                              |                      |           |                             |
| 216 | 6            | "Повреда (1. део)"             | Лесли Либмен      | Никол Мирант-Метјус                                                          | 13. новембар 2012.   | 1006      | 17.05                       |
| У првом делу приче, војник је убијен у обрачуну банди, а Гибс мора да се обрати једином сведоку, војнику који пати од пост-трауматског стресног поремећаја. |              |                                |                   |                                                                              |                      |           |                             |
| 217 | 7            | "Повреда (2. део)"             | Томас Џ. Врајт    | Ђина Лучита Монтреал                                                         | 20. новембар 2012.   | 1007      | 16.47                       |
| У завршетку приче, Гибсу постаје лична мисија да помогне војнику који пати од пост-трауматског стресног поремећаја да ухвати домаћег терористу док се остатак екипе трка са временом да сазна ко је мета. |              |                                |                   |                                                                              |                      |           |                             |
| 218 | 8            | "Нестала"                      | Џејмс Вајтмор мл. | Синопис: Скот Вилијамс Сценарио: Рид Штајнер                                 | 27. новембар 2012.   | 1008      | 19.76                       |
| Екипа ради на проналажењу нестале девојчице, након што је војни официр убијен, а његова ћерка, другарица нестале малолетнице, је сведок. Зива брине о девојчици јер јој је мајка на броду. |              |                                |                   |                                                                              |                      |           |                             |
| 219 | 9            | "Ђавоља опклада"               | Арвин Браун       | Стивен Д. Бајндер                                                            | 11. децембар 2012.   | 1009      | 17.65                       |
| Дајен, бивша Гибсова и Форнелова жена, се враћа усред истраге МЗИС-а. |              |                                |                   |                                                                              |                      |           |                             |
| 220 | 10           | "Боље пази"                    | Тони Вармби       | Џорџ Шенк и Френк Кардеа                                                     | 18. децембар 2012.   | 1010      | 19.59                       |
| Екипа МЗИС-а истражује убиство човека кога је пронашла његова жена на станици Патукент. Пошто су открили да човек има новчаницу од 100 долара која још није пуштена у оптицај, удружују се са Тајном службом да пронађу остатак новца. У међувремену, Тонију долази отац Ентони Динозо ст. да проведе Божић са њим, изазивајући трвења међу њима и покушава да га уведе у дух Божића када је приметио да Тони нема јелку. Тони се иживцирао што је његов отац покушао да изнуди ствари надокнађујући толико пропуштених Божића у једном потезу, али га на крају избацује пошто га је ухватио у кревету са сусетком. Тони и његов тата се на крају поново удружују на годишњем обичају МЗИС-а да гледају Диван живот. |              |                                |                   |                                                                              |                      |           |                             |
| 221 | 11           | "Шабат шалом (1. део)"         | Денис Смит        | Кристофер Џ. Вејлд                                                           | 8. јануар 2013.      | 1011      | 21.11                       |
| У првом делу приче, човек обучен у подофицирску униформу је пронађен мртав у језеру док је Зивин отац у Вашингтону на ризичној мисији помирења Блиског истока. |              |                                |                   |                                                                              |                      |           |                             |
| 222 | 12           | "Шива (2. део)"                | Арвин Браун       | Синопис: Скот Вилијамс Сценарио: Кристофер Џ. Вејлд и Гери Гласберг          | 15. јануар 2013.     | 1012      | 22.86                       |
| У завршетку приче, МЗИС тражи одговоре за убиство Илаја Давида и Џеки Венс које је побио одметнути оперативац Мосада. |              |                                |                   |                                                                              |                      |           |                             |
| 223 | 13           | "Саобраћајна несрећа"          | Денис Смит        | Синопис: Ђина Лучита Монтреал Сценарио: Гери Гласберг и Ђина Лучита Монтреал | 29. јануар 2013.     | 1013      | 22.07                       |
| Екипа истражује саобраћајну несрећу у којој су војник и жена пронађени мртви, што тера Еби да се сети свог "првог случаја". |              |                                |                   |                                                                              |                      |           |                             |
| 224 | 14           | "Канаринац"                    | Теренс О’Хара     | Кристофер Џ. Вејлд                                                           | 5. фебруар 2013.     | 1014      | 21.79                       |
| Кад је МЗИС ухватио једног од светских најтраженијих кибертерориста, они откривају да је он умешан у много већи план који нису очекивали. |              |                                |                   |                                                                              |                      |           |                             |
| 225 | 15           | "У наставку"                   | Тони Вармби       | Никол Миран-Метјус                                                           | 19. фебруар 2013.    | 1015      | 21.08                       |
| Војник је пронађен мртав у војној бази, а истрага одводи Гибса и екипу до незаконитог боксерског клуба. Венс је открио да је његова покојна супруга имала тајни трезор. |              |                                |                   |                                                                              |                      |           |                             |
| 226 | 16           | "Обилазак"                     | Марио Ван Пимблс  | Стивен Д. Бајндер                                                            | 26. фебруар 2013.    | 1016      | 20.69                       |
| Екипа покреће операцију потраге и спашавања кад су Даки и Палмер отети у повратку у штаб МЗИС-а. |              |                                |                   |                                                                              |                      |           |                             |
| 227 | 17           | "Главни осумњичени"            | Џејмс Вајтмор мл. | Џорџ Шенк и Френк Кардеа                                                     | 5. март 2013.        | 1017      | 20.81                       |
| Гибс покушава да ослободи сина свог брице након што брица посумња да му је син можда убица. У међувремену, Тони води пробног агента Неда Дорнегета на његов први тајни задатак. |              |                                |                   |                                                                              |                      |           |                             |
| 228 | 18           | "Вид"                          | Мајкл Ведерли     | Скот Вилијамс                                                                | 19. март 2013.       | 1018      | 19.79                       |
| Удовица војника, чијег је муж наводно убио талибански снајпериста, тражи Гибсову помоћ да би сазнала истину. У међувремену, Венс спроводи аудицију за дадиљу. |              |                                |                   |                                                                              |                      |           |                             |
| 229 | 19           | "Налет"                        | Томас Џ. Врајт    | Бил Нас                                                                      | 26. март 2013.       | 1019      | 18.62                       |
| Екипа истражује смрт војног болничара на броду који је улетео у олују. Главни осумњичени испада да је адмирал са четири звезде, који је такође Мекгијев отуђени отац. |              |                                |                   |                                                                              |                      |           |                             |
| 230 | 20           | "Потера за духовима (3. део)"  | Арвин Браун       | Никол Мирант-Метјус                                                          | 9. април 2013.       | 1020      | 17.22                       |
| Док екипа преузима случај нестале особе, Тонија узнемирује Зивин начин ношења са смрћу њеног оца. |              |                                |                   |                                                                              |                      |           |                             |
| 231 | 21           | "Берлин (4. део)"              | Теренс О’Хара     | Скот Вилијамс и Ђина Лучита Монтреал                                         | 23. април 2013.      | 1021      | 17.33                       |
| Тони ставља Зиду испред својих дужности агента док она јури Илана Боднара у Немачкој. Ипак, на повратку у САД Тони и Зива су повређени у саобраћајној несрећи. |              |                                |                   |                                                                              |                      |           |                             |
| 232 | 22           | "Освета (5. део)"              | Џејмс Вајтмор мл. | Џорџ Шенк и Френк Кардеа                                                     | 30. април 2013.      | 1022      | 18.29                       |
| Гибс добија директна наређења од Министарства одбране да се цела екипа удружи у потрази за Боднаром. Зива, повређена због саобраћајне несреће, коначно има прилику да се суочи са Боднаром и да му се освети за очеву смрт убијајући га. |              |                                |                   |                                                                              |                      |           |                             |
| 233 | 23           | "Дупло слепило (6. део)"       | Денис Смит        | Кристофер Џ. Вејлд и Стивен Д. Бајндер                                       | 7. мај 2013.         | 1023      | 17.56                       |
| МЗИС је субјекат истраге Министарства одбране, који их испитује их у вез исмрти Илаја Давида и Џеки Венс. Гибс је оптужен за скривање доказа и ометање истраге. |              |                                |                   |                                                                              |                      |           |                             |
| 234 | 24           | "Проклет да си (7. део)"       | Тони Вармби       | Гери Гласберг                                                                | 14. мај 2013.        | 1024      | 18.79                       |
| Након Гибсовог хапшења, Министарство одбране шири своју истрагу на цео МЗИС, стављајући будућност целе агенције у опасност. Док екипа верује да истражни агент жели да искористи Гибсово хапшење како би направио своју каријеру, убрзо откривају да је МЗИС-ова потера за Иланом Боднаром искоришћена да прикрије умешаност ЦИА-е у убиство шефа стране обавештајне службе. Уместо да допусте Гибсу да преузме сву кривицу за оптужбе, Тони, Зива и Мекги преузму одговорност за оно што се догодило и подносе оставке. Епизода се завршава резом на четири месеца касније и приказом Гибса како гађа снајпером агента ФБИ-ја Форнела. Призор се зацрнео, а затим се чуо пуцањ.                                     |              |                                |                   |                                                                              |                      |           |                             |

## Снимање

### Развој
Морнарички истражитељи су обновљени за десету сезону 14. марта 2012. Морнарички истражитељи су продужени за једанаесту сезону 1. фебруара 2013.

### Глумачка постава
У јуну 2012. Недељна забава је известила да је Брајан Дицен унапређен у главну поставу у овој сезони. Џон М. Џексон је поново тумачио своју улогу А. Џ. Чегвидена у последњој епизоди сезоне.

## Емитовање
Десета сезона серије је премијерно приказана 25. септембра 2012.

## Пријем
Дана 15. јануара 2013., епизода „Шива (2. део)“ је до сада имала највећу гледаност у серији. Епизоду је погледало 22,86 милиона људи која је за 10.000 гледалаца надмашила епизоду осме сезоне „Слобода“.
Десета сезона серије такође је успела да постигне прво место у гледаности за сезону телевизијске мреже Сједињених Држава 2012–13. Серија је победила НБЦ-ов Недељни фудбал и постала најгледанији програм на народном нивоу.